# Cambio de piel
Cambio de piel é o álbum de estúdio da cantora chilena Denise Rosenthal. Foi lançado em 6 de dezembro de 2017, pela Universal Music Chile.

## Singles
"Cambio de Piel" foi lançado como single principal do álbum em 25 de novembro de 2016. O videoclipe foi lançado em 6 de dezembro de 2016. "Isidora" foi lançado como o segundo single do álbum em 1 de setembro de 2017. [Seu videoclipe, foi lançado em 31 de agosto de 2017. Foi dirigido por Claudia Huaiquimilla.
"Cabello de Ángel" foi lançado como o terceiro single do álbum em 25 de janeiro de 2018. Um videoclipe foi lançado no mesmo dia e mostra o cantor dançando em lugares diferentes e cantando na frente de um fundo azul usando uma coroa de flores. "Lucha en Equilibrio" foi anunciado como single no início de junho pela cantora durante uma apresentação ao vivo na TV.

## Lista de faixas
| N.º | Título                  | Compositor(es)                 | Produtor(es)                    | Duração |  |
| 1.  | "Rododendro"            | Denise Rosenthal               | Denise Rosenthal, Lorena Gormaz | 1:30    |  |
| 2.  | "Cambio de piel"        | Rosenthal, Martina Lecaros     | Marcelo Aldunate                | 3:37    |  |
| 3.  | "Lucha en Equilibrio"   | Rosenthal, Guillermo Scherping | Guillermo Scherping             | 3:41    |  |
| 4.  | "Luna"                  | Rosenthal, Bastián Herrera     | Danilo Donoso, Lego Moustache   | 3:26    |  |
| 5.  | "Isidora"               | Rosenthal, Herrera             | Marcelo Aldunate                | 3:49    |  |
| 6.  | "Niñita de Mar"         | Rosenthal                      | Donoso, Moustache               | 4:13    |  |
| 7.  | "Cabello de Ángel"      | Rosenthal, Andrés Landon       | Andrés Landon                   | 3:26    |  |
| 8.  | "Encadená"              | Rosenthal, Herrera             | Donoso, Moustache               | 3:17    |  |
| 9.  | "Amor con Amor Se Paga" | Rosenthal, Bruno Borlone       | Rosenthal, Bruno Borlone        | 3:28    |  |
| 10. | "El Reflejo de Mi Amor" | Rosenthal                      | Donoso, Moustache               | 3:17    |  |

## Vendas e certificações
| País/Associação    | Certificação | Vendas  |
| ------------------ | ------------ | ------- |
| Chile - (IFPI CHL) | 4× Platina   | 40.000+ |